# Лёмасарь
Лёмасарь — деревня в Суховском сельском поселении Кировского района Ленинградской области.

## История
Впервые упоминается в Писцовой книге Водской пятины 1500 года как деревня Легмасарь в Пречистенском Городенском погосте Ладожского уезда.
Затем как деревня Лембосарь упоминается в Дозорной книге Водской пятины Корельской половины 1612 года.
Как деревня Люмаса она обозначена на карте «Ладожское озеро и Финский залив с прилегающими местами» 1745 года.
На карте Санкт-Петербургской губернии Ф. Ф. Шуберта 1834 года она обозначена как деревня Лемасар.

ЛЕМОСАРЬ — деревня принадлежит князю Мещерскому и полковнику Майкову, число жителей по ревизии: 46 м. п., 46 ж. п. (1838 год)
Деревня Лемасарь отмечена на карте профессора С. С. Куторги 1852 года.

ЛЕМОСАРЬ — деревня генерал-майора Майкова, по почтовому тракту, число дворов — 25, число душ — 52 м. п. (1856 год)

ЛЕМОСАРЬ — деревня владельческая при колодцах, число дворов — 18, число жителей: 68 м. п., 55 ж. п.; Часовня православная. Мельница. (1862 год)

В апреле 1872 года в деревне случился большой пожар, сгорела 81 постройка.
В конце XIX века деревня административно относилась к Гавсарской волости 1-го стана Новоладожского уезда Санкт-Петербургской губернии, в начале XX века — 4-го стана.
По данным «Памятной книжки Санкт-Петербургской губернии» за 1905 год деревня называлась Лемосарь.
Согласно военно-топографической карте Петроградской и Новгородской губерний издания 1915 года деревня называлась Лемасарь.
С 1917 по 1923 год деревня Лемосарь находилась в составе Лемоссарского сельсовета Гавсарской волости Новоладожского уезда.
С 1923 года — в составе Шумской волости Волховского уезда.
С 1924 года — в составе Выставского сельсовета.
Согласно данным переписи населения СССР 1926 года в деревне Лемасарь проживали 146 человек — все русские.
С 1927 года — в составе Мгинского района.
В 1928 году население деревни также составляло 146 человек.
По данным 1933 года деревня Лемасарь входила в состав Выставского сельсовета Мгинского района.

План деревни Лёмасарь. 1941 год

Согласно топографической карте РККА 1941 года деревня называлась Лемассарь и насчитывала 30 дворов.
В 1958 году население деревни составляло 34 человека.
С 1960 года — в составе Волховского района.
По данным 1966 и 1973 годов деревня называлась Лемассарь и находилась в подчинении Выставского сельсовета Волховского района.
По данным 1990 года деревня Лёмасарь входила в состав Суховского сельсовета Кировского района.
В 1997 году в деревне Лёмасарь Суховской волости проживали 11 человек, в 2002 году — 14 человек (все русские).
10 февраля 2006 года областным законом № 37 было уточнено написание наименования деревни — Лёмасарь (вместо Лемасарь).
В 2007 году в деревне Лёмасарь Суховского СП — 10.

## География
Деревня расположена в северо-восточной части района на автодороге 41К-119 (Дусьево — Остров), к северу от центра поселения, деревни Сухое.
Расстояние до административного центра поселения — 1 км.
Расстояние до ближайшей железнодорожной станции Войбокало — 20 км.
Через деревню протекает река Кобона.

## Демография
| 1862 | 2007 | 2010 | 2017 |
| ---- | ---- | ---- | ---- |
| 123  | ↘10  | ↗11  | ↘5   |

## Известные уроженцы
- Галина Михайловна Богданова (1925—2013) — шлифовщица, Герой Социалистического Труда (1975)